# Vali Ionescu
Vali Ionescu (Rumania, 31 de agosto de 1960) es una atleta rumana retirada, especializada en la prueba de salto de longitud en la que llegó a ser subcampeona olímpica en 1984 y plusmarquista mundial desde el 1 de agosto de 1982 al 15 de mayo de 1983.

## Carrera deportiva
En el Campeonato Europeo de Atletismo de 1982 ganó la medalla de oro en salto de longitud, con un salto de 6.79 metros, por delante de su paisana rumana Anişoara Cuşmir-Stanciu (plata con 6.73 metros) y la soviética Yelena Ivanova (bronce también con 6.73 metros).
En los JJ. OO. de Los Ángeles 1984 ganó la medalla de plata en la misma prueba, llegando hasta los 6.81 metros, de nuevo tras su compatriota la también rumana Anişoara Cuşmir-Stanciu (oro con 6.96 metros) y por delante de la británica Susan Hearnshaw (bronce con 6.80 metros).